# Sân bay quốc tế Bacău
Sân bay quốc tế Bacău (IATA: BCM, ICAO: LRBC) là sân bay quan trọng thứ hai (về lượng khách) ở khu vực đông bắc România (vùng lịch sử Moldavia). Sân bay này phục vụ Bacău và Neamţ. Khu vực sân bay là nơi đặt cơ sở của Aerostar SA, một nhà máy sản xuất và bảo dường máy bay. Sân bay này cách trung tâm thành phố Bacău 10 km về phía tây nam.

## Các hãng hàng không và các tuyến bay
- Blue Air (Rome-Fiumicino)
- Carpatair (Timişoara)
- TAROM (Bucharest-Otopeni, Suceava)